# 하우더

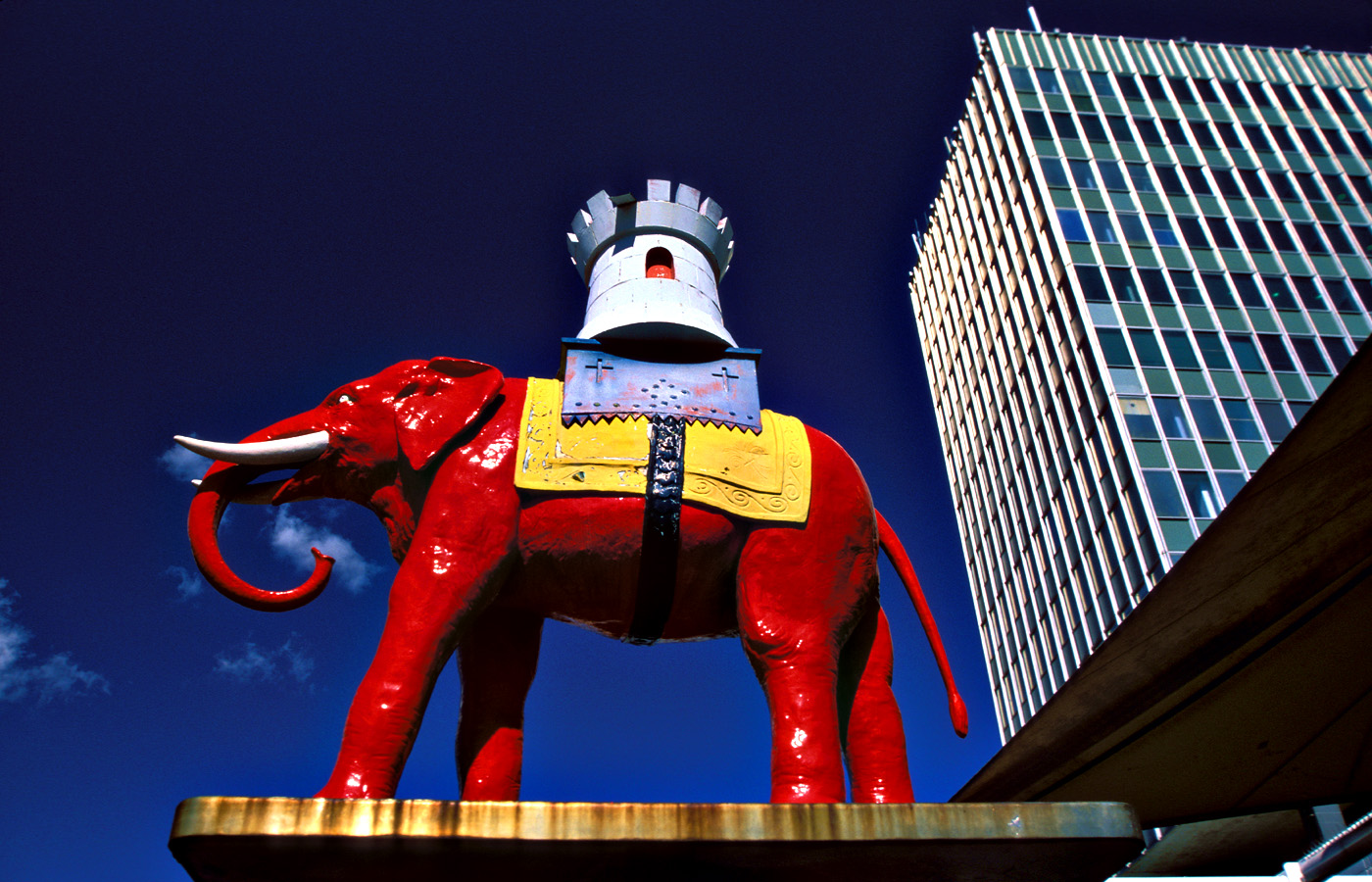
런던 중심가 코끼리와 성에 있는 상징물

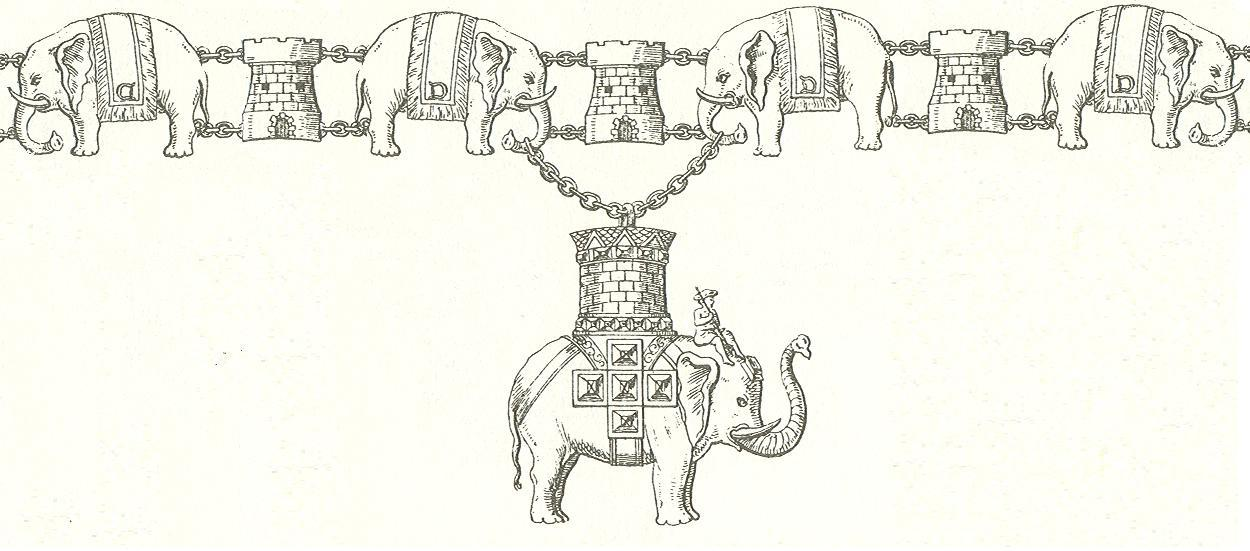
17세기 덴마크 훈장 표창

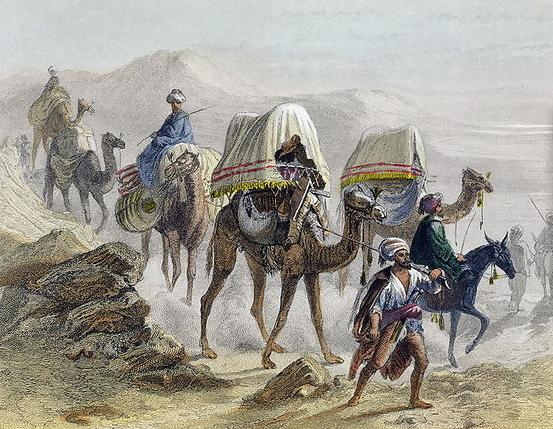
낙타 하우더 (1855).

하우더(howdah)는 코끼리 등에 사람이 탈 수 있게 만든 가마를 말한다. 보석으로 치장해서 신분이 높은 사람이 타고 다니거나 사냥, 전쟁 등에 쓰였다. 인도에서 시작되어 유럽으로 전래되었다.

## 낙타 하우더
- 페르시아에서는 낙타 하우더가 중요한 운반 수단으로 쓰였다. 사막을 다니는 대상에게도 중요한 운반 수단이었다.

## 같이 보기
- 가마
- 머하웃